# Aleurodicus
Aleurodicus es un género de chinches de la familia Aleyrodidae, subfamilia Aleurodicinae. El nombre científico de este género es el primero válidamente publicado por Douglas en Morgan en 1892. La especie tipo es Aleurodicus cocois.

## Especies
Aleurodicus contiene las siguientes especies:
- Aleurodicus antidesmae Corbett, 1926
- Aleurodicus antillensis Dozier, 1936
- Aleurodicus araujoi Sampson & Drews, 1941
- Aleurodicus capiangae Bondar, 1923
- Aleurodicus cinnamomi Takahashi, 1951
- Aleurodicus coccolobae Quaintance & Baker, 1913
- Aleurodicus cocois (Curtis, 1846)
- Aleurodicus destructor (Mackie, 1912)
- Aleurodicus dispersus Russell, 1965
- Aleurodicus dugesii Cockerell, 1896
- Aleurodicus essigi Sampson & Drews, 1941
- Aleurodicus flavus Hempel, 1922
- Aleurodicus fucatus Bondar, 1923
- Aleurodicus guppyi Quaintance & Baker, 1913
- Aleurodicus holmesii (Maskell, 1896)
- Aleurodicus indicus Regu & David, 1992
- Aleurodicus inversus Martin, 2004
- Aleurodicus jamaicensis Cockerell, 1902
- Aleurodicus juleikae Bondar, 1923
- Aleurodicus machili Takahashi, 1931
- Aleurodicus magnificus Costa Lima, 1928
- Aleurodicus maritimus Hempel, 1922
- Aleurodicus marmoratus Hempel, 1922
- Aleurodicus neglectus Quaintance & Baker, 1913
- Aleurodicus niveus Martin, 2004
- Aleurodicus ornatus Cockerell, 1893
- Aleurodicus pauciporus Martin, 2004
- Aleurodicus pulvinatus (Maskell, 1896)
- Aleurodicus rugioperculatus Martin, 2004
- Aleurodicus talamancensis Martin, 2005
- Aleurodicus trinidadensis Quaintance & Baker, 1913
- Aleurodicus vinculus Martin, 2004
- Aleurodicus wallaceus Martin, 1988